# Hellingers Gesetz
Hellingers Gesetz ist ein Kriminalfilm von Leo Penn aus dem Jahr 1981 mit Telly Savalas in der Hauptrolle. Es war ein Pilotfilm für eine geplante Fernsehserie mit Savalas in der Hauptrolle, die jedoch nie realisiert wurde. Der Film wurde daher als Fernsehfilm veröffentlicht. Die deutsche Fassung entstand bei der Berliner Synchron.

## Handlung
Im texanischen Houston wird der Buchhalter Alonso „Lon“ Braden unter dem dringenden Tatverdacht festgenommen, den örtlichen TV-Enthüllungsjournalisten Paul Savage ermordet zu haben. Bradens Frau Cara sucht daraufhin in Philadelphia den erfolgreichen, aber wegen seiner unkonventionellen Methoden umstrittenen Strafverteidiger Nicolas „Nick“ Hellinger auf, um diesen zur Verteidigung ihres Mannes zu engagieren. Obwohl dieser zunächst sehr zurückhaltend ist, lässt er sich durch den Auftritt der ansonsten sehr unselbständigen Frau und insbesondere ihrer mitgereisten Tochter Julie überzeugen, zumindest nach Houston zu kommen und mit dem Delinquenten zu sprechen. Dort angekommen, wird er vom Bezirksstaatsanwalt Fred Whedon darüber aufgeklärt, dass Braden als Buchhalter für Clint Tolliver arbeitet, den lokalen Mafia-Paten („capo di tutti capo“). Hellinger will daraufhin das Mandat nicht übernehmen, wird jedoch von Bill Rossetti, einem Mitarbeiter des Justizministeriums, darüber aufgeklärt, dass Braden tatsächlich ein in die Mafia eingeschleuster Informant sei, seine Verteidigung also im Dienste der Strafverfolgung stehe. Hellinger nimmt daraufhin ein ausgesprochen lukratives Angebot Tollivers an, Braden doch zu verteidigen.
Hierzu entzieht er zunächst der ursprünglich beauftragten Kanzlei, die sich eher Tolliver als dem eigentlichen Klienten Braden verpflichtet fühlt, das Mandat und nimmt Andy Clay, den einzigen Anwalt dieser Kanzlei, der auch nur daran denkt, Braden zunächst einmal als unschuldig zu betrachten, nach dessen spontaner Kündigung in dieser Kanzlei als Assistenten für seine Verteidigung mit – auch, weil er einen Anwalt braucht, der im US-Bundesstaat Texas als Anwalt zugelassen ist.
Der Prozess erweist sich als äußerst komplex, da Hellinger einerseits die Verbindung von Braden zum organisierten Verbrechen aus dem Verfahren herauszuhalten versucht, andererseits das Verfahren von dritter Seite torpediert wird: Hellinger findet heraus, dass Rosetti versucht, die das Verfahren durchführende stellvertretende Bezirksstaatsanwältin Anne Gronouski, mit der Hellinger mittlerweile ein freundschaftliches Verhältnis entwickelt hat, unter Druck zu setzen, damit diese das Verfahren absichtlich verliert. Hellinger unterbindet diese Versuche; und es gelingt ihm auch, herauszufinden und nachzuweisen, wer Savage tatsächlich getötet hat. Es gelingt ihm ebenfalls, Tolliver daran zu hindern, den tatsächlichen Täter zu töten, so dass der Prozess zu einem korrekten Ende kommen und Braden weiter für das Justizministerium und gegen die Mafia arbeiten kann.

## Synchronisation
| Schauspieler        | Rollenname               | Synchronsprecher    |
| ------------------- | ------------------------ | ------------------- |
| Telly Savalas       | Nicolas „Nick“ Hellinger | Edgar Ott           |
| Morgan Stevens      | Andy Clay                | Hubertus Bengsch    |
| Rod Taylor          | Clint Tolliver           | Günther Sauer       |
| James Sutorius      | Alonso „Lon“ Braden      | Frank Glaubrecht    |
| Tom McFadden        | Detective Roy Donovan    | Thomas Danneberg    |
| Melinda Dillon      | Anne Gronouski           | Helgard Bruckhaus   |
| Thom Christopher    | Bill Rossetti            | Lutz Riedel         |
| Lisa Blake Richards | Cara Braden              | Monica Bielenstein  |
| Kyle Richards       | Julie Braden             | Caroline Ruprecht   |
| Francis X. McCarthy | Paul Savage              | Peter Neusser       |
| Robert Phalen       | Dave Fredericks          | Eberhard Prüter     |
| Arlen Dean Snyder   | Fred Whedon              | Michael Chevalier   |
| Roy Poole           | Richter Carroll          | Herbert Stass       |
| Ja'net DuBois       | Dottie Singer            | Ilse Pagé           |
| M. Emmet Walsh      | Mr. Graebner             | Heinz Theo Branding |
| Jack Ramage         | Douglas Langley          | Horst Schön         |
| Patsy Rahn          | Laura Weire              | Traudel Haas        |
| Quelle:             |                          |                     |

## Produktion
Die Dreharbeiten hätten am 27. Februar 1980 beginnen sollen, wurden jedoch zunächst verschoben, weil das Drehbuch noch überarbeitet werden musste. Einige Tage im April des Jahres wurde auf der Crutcher Ranch in Fulshear gedreht, etwa 40 Meilen westlich von Houston. Circa 100 Einheimische wurden als Statisten für die Außenaufnahmen eingesetzt.
Savalas sagte zu der Zeit über den Film: „Ich weiß, daß einige Leute denken, es sei ein Pilotfilm. Ich habe das nicht so gesehen. Ich habe einen Zwei-Stunden-Film gedreht. Aber das als Serie umzusetzen wäre etwas anderes. Kojak war einfach, weil ich die meiste Zeit über einfach Telly gespielt habe. Es war eine Rolle, die ich improvisieren konnte. Auch wenn ich glaubwürdig einen Anwalt verkörpern könnte, habe ich doch vom Recht keine Ahnung. Ich wäre viel abhängiger von den Drehbuchautoren.“ Savalas sagte, wenn die Serie tatsächlich entstanden wäre, hätte er gewollt, dass die Figur aus New York kommt und nicht aus Philadelphia. „Telly kommt aus New York, und wenn Du eine Serie drehst, dann willst Du es dem Schauspieler bequem machen. Ich müsste nahe bei meinen Wurzeln bleiben, so dass ich nicht auf mein Sprachmuster achten müsste.“